# Giorgio Agamben
Giorgio Agamben (* 22. dubna 1942, Řím) je současný italský filosof, v současnosti profesor estetiky při Univerzitě v Benátkách.
Ve svých četných studiích se zabývá především vztahem mezi filosofií a politikou. Giorgio Agamben si vydobyl celosvětový věhlas mimo jiné pojednáním Homo sacer. Suverénní moc a pouhý život." (It. Homo sacer. Il potere sovrano e la nuda vita. (1995), v němž se z historického pohledu zabývá politickým převzetím moci nad jednotlivcem. V mnoha ohledech často reaguje na filosofii Michela Foucaulta.